# Burschenschaft Hysteria
Die Burschenschaft Hysteria (Akademische Burschenschaft Hysteria zu Wien) ist ein Verein und linkes, feministisches Projekt in Österreich, das die Rituale von Burschenschaften satirisch aufgreift.

## Auftreten und Stil
Gegründet wurde die Burschenschaft Hysteria im Jänner 2016, in den medialen Eigendarstellungen werden hingegen das Jahr 1810 sowie Leopoldine von Österreich als Stifterin verbreitet, womit die Gründung vor der eigentlichen Urburschenschaft liegen würde. Als Wappentier wurde eine schreiende Hyäne auf schwarzem Grund gewählt. Als „Deckel“ verwendet die Hysteria eine rote Kappe, die an die Haarfarbe ihrer Gründerin erinnern soll. Ihre Mitglieder tragen die Farben schwarz-weiß-rot.
Die Burschenschaft Hysteria tritt in der Öffentlichkeit geordnet in Couleur (gemäß Selbstdarstellung auch in Wichs) und mit Kneipnamen auf. Grundsätzlich bleibt sie Männern verschlossen. Sie predigt das Matriarchat und den „Schutz der Männer“, will das Männerwahlrecht einschränken und tritt für eine Frauen- und Transgenderquote von 80 % in öffentlichen Ämtern ein. Ihre Statuten und Pflichten sowie ihr Burschenschaftslied sind im Buch Mein Mampf niedergeschrieben. Außerdem fordern Mitglieder den aktiven Vaterlandsverrat.
Von Damenverbindungen unterscheidet sich die Hysteria durch ihre Positionen, das Festhalten am Begriff Burschenschaft (reale Damenverbindungen nennen sich manchmal „Mädelschaft“) und das kolportierte Fechten von Mensuren, die sonst als für Frauen nicht statthaft gelten.
Die Hysteria ist unter dem Namen Burschenschaft Hysteria im ZVR eingetragen. Die Schriftstellerin Stefanie Sargnagel fungiert als Obfrau. Die Burschenschaft Hysteria erhielt den Förderpreis Shift der Stadt Wien, der mit 100 000 Euro dotiert war.

## Aktionen
Im Januar 2016 trat die Hysteria im Rahmen einer Facebook-Seite erstmals an die Öffentlichkeit. Dabei fiel sie vor allem durch radikale Forderungen auf, wie die Einschränkung des Männerwahlrechts, dass sich Männer aus der Politik heraushalten sollen und die Aberkennung von Männerfußball als „richtigem Sport“. Stattdessen sollen die Männer in engen Trikots und sehr knappen Shorts antreten.
Im Rahmen des Ingeborg-Bachmann-Preises 2016 trat die Hysteria erstmals öffentlich auf, wo sie den Saalschutz für Stefanie Sargnagel übernahm, als diese ihren BKS-Bank-Publikumspreis in Empfang nahm. Ebenfalls trat sie als Saalschutz für Elfriede Jelineks Stück Die Schutzbefohlenen auf, dessen Aufführung im Audimax der Universität Wien zuvor von der rechtsextremen Gruppierung der Identitären gestürmt worden war und daher ins Wiener Rathaus verlegt wurde.
Im Oktober reklamierte sie beim Couleurbummel der schlagenden Studentenverbindungen Raum für sich. Im September 2016 trug die Hysteria symbolisch das Patriarchat auf einem Trauermarsch durch die Wiener Prater Hauptallee zu Grabe.
Den Wiener Akademikerball im Februar 2017 erklärte sie zum „Hysteria-Ball zur Erziehung und Schutz des Mannes“ und enthüllte ein Transparent mit ihrem Wappentier.
Im März 2017 übernahm die Hysteria eine eigene Bude in Ottakring. Die ehemals als Fritz-Stüber-Heim bekannte Kellerstube war vorher ein Treffpunkt für rechte und rechtsextreme Männerbünde. Die Übernahme wurde mit gestellten Bildern auf Facebook illustriert, die die Hysteria bei einer Prügelei mit Männern zeigt. Am Ende werden die Männer aus der Kneipe gekehrt.

## Reaktionen
Das Corps Hansea zu Wien (2017/18 aus KSCV ausgeschlossen) widmete der Hysteria den Hashtag #linkeweiberausknocken. Mit dem Hashtag solidarisierte sich das Corps mit einer zu dieser Zeit auf Facebook verbreiteten Seite, die Gewaltdrohungen gegen antifaschistische Aktivisten veröffentlichte. Der Facebook-Post wurde später ohne Kommentar entfernt.
Seit dem 20. November 2017 existiert in München eine ähnliche Verbindung, die Burschenschaft Molestia, die nach österreichischem Vorbild agiert und vergleichbare Forderungen erhebt. Sie trat erstmals mit einem Fackelmarsch auf die Münchner Ruhmeshalle in Erscheinung. Weitere Projekte aus Deutschland und Österreich, die sich im „Korporationsring“ zusammengeschlossen haben, heißen wie folgt:
- Agrippinische Burschenschaft Infamia zu Linz
- Furia zu Berlin
- Furia zu Innsbruck
- Lascivia zu Leipzig
- Lethargia zu Jena
- Paracelsia zu Klagenfurt
- Thyrannia zu Graz